# 1927 год в истории железнодорожного транспорта
1927 год в истории железнодорожного транспорта

## События
- Началось строительство Турксиба, крупнейшей магистрали, соединившей Среднюю Азию и Казахстан с Транссибирской магистралью.[1]
- В СССР открыт первый участок Апшеронской узкоколейной железной дороги.
- Образована компания ЧКД, как результат слияния трёх компаний: «Первая чешско-моравская машиностроительная фабрика», «Колбен и компаньоны» и «Данек и компаньоны».

## Новый подвижной состав
- В СССР освоен выпуск четырёхосных цистерн.[1]
- В Норвегии на заводах компании Norsk Elektrisk & Brown Boveri начался выпуск электровозов серии NSB El 5.
- В Великобритании на заводах компании Swindon Works начался выпуск паровозов серии GWR 6000.

## Персоны

### Родились
- 19 января — Николай Семёнович Конарев, доктор технических наук, профессор, академик, вице-президент Академии транспорта Российской Федерации, пожизненный член Президиума Международной ассоциации железнодорожных конгрессов, почётный президент Международной академии транспорта, президент Общества дружбы народов России и Финляндии. Один из самых знаменитых министров путей сообщения СССР.